# Kakkō no Iinazuke
Kakkō no Iinazuke (Nhật: カッコウの許嫁 "Vị hôn thê Cúc cu") là một bộ truyện tranh Nhật Bản được viết và minh họa bởi Yoshikawa Miki. Ban đầu, bộ truyện được xuất bản dưới dạng one-shot vào tháng 9 năm 2019, trước khi bắt đầu đăng dài kỳ trên Tuần san Shōnen Magazine của Kodansha vào tháng 1 năm 2020. Tính đến tháng 8 năm 2025, bộ truyện đã phát hành các chương truyện thành hai mươi chín tập. Phiên bản anime chuyển thể được sản xuất bởi Shin-Ei Animation và SynergySP được phát sóng vào tháng 4 năm 2022 trong khung giờ "NUMAnimation" trên kênh TV Asahi.

## Cốt truyện
Umino Nagi, một học sinh cao trung năm hai, vừa biết rằng mình không phải là con ruột của gia đình. Trên đường đến cuộc gặp gỡ đầu tiên với gia đình ruột của mình, anh gặp Amano Erika, một cô gái nổi tiếng đang cố gắng thoát khỏi một cuộc hôn nhân sắp đặt. Sau đó, Nagi và Erika phát hiện ra rằng bố mẹ của họ đã vô tình hoán đổi hai người sau khi họ sinh ra và hiện đang nhắm đến việc đưa họ vào một cuộc hôn nhân sắp đặt. Để tạo điều kiện thuận lợi, họ phải sống trong một ngôi nhà thuộc sở hữu của gia đình Erika.

## Nhân vật
Umino Nagi (海野 凪)
Lồng tiếng bởi: Uchida Yuma (PV), Ishikawa Kaito (anime)
Một học sinh năm thứ hai tại Học viện Megurogawa. Anh là con trai ruột của một ông trùm khách sạn, nhưng do hỗn láo nên sau khi sinh ra anh được một gia đình khác nuôi dưỡng. Anh ấy phải lòng người bạn cùng lớp của mình là Segawa Hiro và muốn tỏ tình với cô ấy sau khi anh ấy đánh bại cô ấy trong bảng xếp hạng của trường.
Amano Erika (天野 エリカ)
Lồng tiếng bởi: Uchida Maaya (PV), Kitō Akari (anime)
Một người nổi tiếng trên Instagram là con gái ruột của gia đình đã nuôi nấng Nagi. Cô gặp anh lần đầu khi đang quay video tại một công viên, và bắt anh giả làm bạn trai của cô để thoát khỏi một cuộc hôn nhân sắp đặt. Bố mẹ cô sắp xếp để cô đính hôn với Nagi và để họ sống cùng nhau trong một ngôi nhà duy nhất. Sau khi trường học của cô phát hiện ra những bức ảnh cô chụp với anh ta, cô buộc phải chuyển đến trường của Nagi. Cô ấy quyết định bắt đầu một tài khoản Instagram để tiếp cận người mà cô ấy đang tìm kiếm.
Umino Sachi (海野 幸)
Lồng tiếng bởi: Kohara Konomi (anime)
Em gái nuôi của Nagi và là em gái ruột của Erika. Cô ấy sợ rằng Nagi sẽ bỏ mình, và sau đó cô ấy bỏ nhà đi và chuyển đến ngôi nhà mà Nagi và Erika đang ở. Sau đó, cô quyết định đăng ký vào trường của Nagi và Erika sau khi tốt nghiệp trung học cơ sở.
Segawa Hiro (瀬川 ひろ)
Lồng tiếng bởi: Tōyama Nao (anime)
Bạn cùng lớp của Nagi, người được xếp hạng nhất trong lớp của cô ấy. Cô sống trong một ngôi đền và làm vu nữ. Một thời gian sau, cô trở thành bạn của Erika.
Mochizuki Ai (望月 あい)
Người bạn thời thơ ấu của Nagi, người đã chuyển đến Trung Quốc khi còn nhỏ do công việc của bố cô. Sau đó, cô trở về Nhật Bản chỉ vì Nagi. Cô cũng là một ca sĩ trực tuyến nổi tiếng. Cô ấy đã yêu Nagi từ khi còn nhỏ, đến mức trang trí phòng của cô ấy bằng hình ảnh của anh ta.
Umino Yōhei (海野 洋平)
Lồng tiếng bởi: Kimura Ryōhei (anime)
Bố nuôi của Nagi. Bố ruột của Sachi và Erika.
Umino Namie (海野 奈美恵)
Lồng tiếng bởi: Hikasa Yōko (anime)
Mẹ nuôi của Nagi. Mẹ ruột của Sachi và Erika.
Amano Sōichirō (天野 宗一郎)
Lồng tiếng bởi: Morikawa Toshiyuki (anime)
Bố nuôi của Erika. Bố ruột của Nagi.
Amano Ritsuko (天野 律子)
Lồng tiếng bởi: Aruga Yukiko (anime)
Mẹ nuôi của Erika. Mẹ ruột của Nagi.

## Truyền thông

### Manga
Yoshikawa Miki xuất bản bộ truyện lần đầu dưới dạng một tập trên Tuần san Shōnen Magazine vào tháng 9 năm 2019, như một phần của chương trình khuyến mãi. Bộ truyện bắt đầu được đăng dài kỳ trên Tuần san Shōnen Magazine vào ngày 29 tháng 1 năm 2020. Tập tankōbon đầu tiên được phát hành vào ngày 15 tháng 5 năm 2020. Một video giới thiệu cho bộ truyện được phát hành vào ngày 11 tháng 6 năm 2020. Video được lồng tiếng bởi Uchida Yūma và Uchida Maaya, hai người là anh em ruột. Tính đến ngày 12 tháng 8 năm 2025, hai mươi chín tập đã được phát hành.

#### Danh sách tập
| #  | Ngày phát hành Tiếng Nhật | ISBN Tiếng Nhật   |
| -- | ------------------------- | ----------------- |
| 1  | 15 tháng 5 năm 2020       | 978-4-06-519380-8 |
| 2  | 17 tháng 7 năm 2020       | 978-4-06-519380-8 |
| 3  | 17 tháng 9 năm 2020       | 978-4-06-520597-6 |
| 4  | 17 tháng 11 năm 2020      | 978-4-06-521254-7 |
| 5  | 15 tháng 1 năm 2021       | 978-4-06-521642-2 |
| 6  | 16 tháng 3 năm 2021       | 978-4-06-522522-6 |
| 7  | 16 tháng 7 năm 2021       | 978-4-06-523580-5 |
| 8  | 17 tháng 9 năm 2021       | 978-4-06-524837-9 |
| 9  | 17 tháng 11 năm 2021      | 978-4-06-526000-5 |
| 10 | 17 tháng 1 năm 2022       | 978-4-06-526602-1 |
| 11 | 17 tháng 3 năm 2022       | 978-4-06-527283-1 |
| 12 | 17 tháng 5 năm 2022       | 978-4-06-527918-2 |
| 13 | 15 tháng 6 năm 2022       | 978-4-06-528431-5 |
| 14 | 17 tháng 10 năm 2022      | 978-4-06-529488-8 |
| 15 | 16 tháng 12 năm 2022      | 978-4-06-529937-1 |
| 16 | 16 tháng 3 năm 2023       | 978-4-06-530628-4 |
| 17 | 17 tháng 5 năm 2023       | 978-4-06-531584-2 |
| 18 | 17 tháng 8 năm 2023       | 978-4-06-532608-4 |
| 19 | 17 tháng 10 năm 2023      | 978-4-06-533151-4 |
| 20 | 15 tháng 12 năm 2023      | 978-4-06-533885-8 |
| 21 | 16 tháng 2 năm 2024       | 978-4-06-534567-2 |
| 22 | 17 tháng 4 năm 2024       | 978-4-06-535176-5 |
| 23 | 17 tháng 7 năm 2024       | 978-4-06-536159-7 |
| 24 | 17 tháng 9 năm 2024       | 978-4-06-536771-1 |
| 25 | 15 tháng 11 năm 2024      | 978-4-06-537440-5 |
| 26 | 17 tháng 1 năm 2025       | 978-4-06-538066-6 |
| 27 | 16 tháng 4 năm 2025       | 978-4-06-539100-6 |
| 28 | 17 tháng 6 năm 2025       | 978-4-06-539764-0 |
| 29 | 12 tháng 8 năm 2025       | 978-4-06-540371-6 |

### Anime
Vào tháng 4 năm 2021, một bộ anime truyền hình được công bố. Bộ phim do Shin-Ei Animation và SynergySP đồng sản xuất và được đạo diễn bởi Akagi Hiroaki với Shirahata Yoshiyuki là tổng đạo diễn, Nakanishi Yasuhiro giám sát kịch bản loạt phim và Takano Aya thiết kế nhân vật. Phim được phát sóng vào ngày 24 tháng 4 năm 2022 trong khung giờ NUMAnimation trên kênh TV Asahi. Bài hát mở đầu là "Dekoboko" thể hiện bởi Yoshioka Kiyoe (giọng ca chính của Ikimonogakari), bài hát kết thúc là "Shikaku Unmei" thể hiện bởi Sangatsu no Phantasia. Crunchyroll công chiếu anime bên ngoài châu Á. Một loạt anime mini spin-off có tên Kakkō no Iikagen (カッコウのいいかげん) được đăng tải lên kênh YouTube KADOKAWAanime kể từ ngày 28 tháng 4 năm 2022.

## Đón nhận
Theo báo cáo, tập đầu tiên của manga đã bán hết tại các cửa hàng do nhu cầu cao, và doanh số bán hàng vượt qua mong đợi của nhà xuất bản và tác giả. Kakkō no Iinazuke xếp hạng 12 trên Takarajimasha Kono Manga ga Sugoi! danh sách những manga hay nhất năm 2021 dành cho độc giả nam. Bộ truyện được xếp hạng 5 hạng mục "Truyện tranh được đề xuất của nhân viên các hiệu sách trên toàn quốc năm 2021" do trang web Câu lạc bộ Honya bình chọn.